# 8332 Ivantsvetaev
8332 Ivantsvetaev este un asteroid din centura principală, descoperit pe 14 octombrie 1982, de Liudmila Juravliova și Liudmila Karacikina.